# Казе Руфалди (Парма)
Казе Руфалди је насеље у Италији у округу Парма, региону Емилија-Ромања.
Према процени из 2011. у насељу је живело 39 становника. Насеље се налази на надморској висини од 684 м.